# Alfred von Sallet
Alfred von Sallet (* 19. Juli 1842 in Reichau, Landkreis Nimptsch, Provinz Schlesien; † 25. November 1897 in Berlin) war ein deutscher Numismatiker.

## Leben
Alfred von Sallet war der Sohn des Schriftstellers Friedrich von Sallet und der Caroline von Burgsdorff. Nach dem Abitur 1862 studierte er an der Universität Berlin Archäologie und Geschichte, besonders bei August Boeckh und Theodor Mommsen. Nach seiner Promotion 1865 stellte ihn Julius Friedländer 1869 am Berliner Münzkabinetts an, 1870 wurde er dort zum Direktionsassistenten ernannt. Ab 1874 gab von Sallet die neu erscheinende „Zeitschrift für Numismatik“ heraus. Von 1884 bis zu seinem Tode war er Direktor des Münzkabinetts.
1897 erhielt er die Medaille der Royal Numismatic Society. Er starb im selben Jahr an der Grippe.

## Schriften (Auswahl)
- De Asandro et Polemone Cimmerii Bospori regibus quaestiones chronologicae et numismaticae. s. n., Berlin 1865 (Digitalisat; Berlin, Universität, Dissertation, 1865).
  - erweitert als: Beiträge zur Geschichte und Numismatik der Könige des Cimmerischen Bosporus und des Pontus von der Schlacht bei Zela bis zur Abdankung Polemo II. Weidmann, Berlin 1866 (Digitalisat).
- Die Daten der Alexandrinischen Kaisermünzen. Weidmann, Berlin 1870 (Digitalisat).
- Die Künstlerinschriften auf griechischen Münzen. Weidmann, Berlin 1871 (Digitalisat).
- Untersuchungen über Albrecht Dürer. Weidmann, Berlin 1874 (Digitalisat).
- Königliche Museen zu Berlin. Beschreibung der antiken Münzen. Band 1–2. Spemann, Berlin 1888–1889;
  - Band 1: Taurische Chersonesus, Sarmatien, Dacien, Pannonien, Moesien, Thracien, thracische Könige. 1888 (Digitalisat);
  - Band 2: Paeonien, Macedonien, die macedonischen Könige bis Perdiccas III. 1889 (Digitalisat).